# Европско првенство у атлетици у дворани 2021 — троскок за мушкарце
Такмичење у троскоку у мушкој конкуренцији на 36. Европском првенству у дворани 2021. у Торуњу одржано је 5. и 7. марта у Арена Торуњ.
Титулу освојену у Глазгову 2019. није бранио Назим Бабајев из Азербејџана.

## Земље учеснице
Учествовало је 14 такмичара из 13 земаља.
| 1. Азербејџан (1) 2. Белгија (1) 3. Бугарска (1) 4. Грчка (2) | 1. Италија (1) 2. Јерменија (1) 3. Немачка (1) 4. Пољска (1) | 1. Португалија (1) 2. Словенија (1) 3. Турска (1) 4. Француска (1) 5. Шведска (1) |

## Рекорди
| Рекорди пре почетка Европског првенства 2021. | Рекорди пре почетка Европског првенства 2021. | Рекорди пре почетка Европског првенства 2021. | Рекорди пре почетка Европског првенства 2021. | Рекорди пре почетка Европског првенства 2021. | Рекорди пре почетка Европског првенства 2021. |
| --------------------------------------------- | --------------------------------------------- | --------------------------------------------- | --------------------------------------------- | --------------------------------------------- | --------------------------------------------- |
| Светски рекорд                                | Иг Фабрис Занго                               | Буркина Фасо                                  | 18,07                                         | Обијер, Француска                             | 16. јануар 2021.                              |
| Европски рекорд                               | Теди Тамго                                    | Француска                                     | 17,92                                         | Париз, Француска                              | 6. март 2011.                                 |
| Рекорди европских првенстава                  | Теди Тамго                                    | Француска                                     | 17,92                                         | Париз, Француска                              | 6. март 2011.                                 |
| Најбољи светски резултат сезоне у дворани     | Иг Фабрис Занго                               | Буркина Фасо                                  | 18,07                                         | Обијер, Француска                             | 16. јануар 2021.                              |
| Најбољи европски резултат сезоне у дворани    | Педро Пабло Пичардо                           | Португалија                                   | 17,36                                         | Брага, Португалија                            | 13. фебруар 2021.                             |

### Најбољи европски резултати у 2021. години
Осам најбољих европских такмичара у троскоку у дворани 2021. године пре почетка првенства (4. марта 2021), имали су следећи пласман на европској и светској ранг листи. (СРЛ).,
| 1.  | Педро Пабло Пичардо | Португалија | 17,36 | 17. фебруар | 2. СРЛ  |
| 2.  | Мелвин Рефен        | Француска   | 17,09 | 20. фебруар | 4. СРЛ  |
| 3.  | Макс Хес            | Немачка     | 17,00 | 20. фебруар | 6. СРЛ  |
| 4.  | Максим Нестеренко   | Белорусија  | 16,92 | 29. јануар  | 8. СРЛ  |
| 5.  | Тобиа Боки          | Италија     | 16,89 | 9. фебруар  | 9. СРЛ  |
| 6.  | Алексис Копељо      | Азербејџан  | 16,84 | 6. фебруар  | 11. СРЛ |
| 7.  | Lascha Ghulelauri   | Грузија     | 16,82 | 19. фебруар | 12. СРЛ |
| 8.  | Дмитриј Чижиков     | Русија      | 16,80 | 17. фебруар | 13. СРЛ |
| 9.  | Јеспер Хелстром     | Шведска     | 16,69 | 20. фебруар | 14. СРЛ |
| 10. | Ензо Одебар         | Француска   | 16,66 | 20. фебруар | 15. СРЛ |

Такмичари чија су имена подебљана учествовали су на ЕП.

## Сатница
| Датум         | Време | Ниво          |
| ------------- | ----- | ------------- |
| 5. март 2021. | 10:11 | Квалификације |
| 7. март 2021. | 10:50 | Финале        |

## Квалификациона норма
| дворана | на отвореном |
| ------- | ------------ |
| 16,95 м |              |

## Освајачи медаља
| Освајачи медаља     |                |          |  |  |  |  |
|                     |                |          |  |  |  |  |
|                     |                |          |  |  |  |  |
|                     |                |          |  |  |  |  |
| Педро Пабло Пичардо | Алексис Копељо | Макс Хес |  |  |  |  |
| Португалија         | Азербејџан     | Немачка  |  |  |  |  |

## Резултати

### Квалификације
Такмичење је одржано 5. марта 2021. године у 10:11. Квалификациона норма за пласман 8 такмичара у финале износила је 16,80 м (КВ). Норму је испунило 3 такмичара (КВ) а 5 су се пласирала на основу постигнутог резултата (кв).,
| Пласман | Атлетичар               | Земља       | ЛР    | ЛРС   | #1    | #2    | #3    | Резултат | Белешка  |
| ------- | ----------------------- | ----------- | ----- | ----- | ----- | ----- | ----- | -------- | -------- |
| 1.      | Педро Пабло Пичардо     | Португалија | 17,36 | 17,36 | 17,03 |       |       | 17,03    | КВ       |
| 2.      | Макс Хес                | Немачка     | 17,52 | 17,00 | 16,86 |       |       | 16,86    | КВ       |
| 3.      | Алексис Копељо          | Азербејџан  | 17,24 | 16,84 | 16,84 |       |       | 16,84    | КВ, =ЛРС |
| 4.      | Адријан Свидерски       | Пољска      | 16,75 | 16,67 | 16,27 | x     | 16,45 | 16,45    | кв       |
| 5.      | Тобиа Боки              | Италија     | 16,89 | 16,89 | 16,40 | 16,38 | 14,94 | 16,40    | кв       |
| 6.      | Димитриос Цијамис       | Грчка       | 17,12 | 16,42 | 16,10 | 16,02 | 16,38 | 16,38    | кв       |
| 7.      | Левон Агхасиан          | Јерменија   | 16,79 | 16,44 | 15,11 | 16,36 | 16,24 | 16,36    | кв       |
| 8.      | Јеспер Хелстром         | Шведска     | 16,69 | 16,69 | x     | 16,05 | 16,28 | 16,28    | кв       |
| 9.      | Максим Нестеренко       | Белорусија  | 16,92 | 16,92 | 16,19 | 16,24 | x     | 16,24    |          |
| 10.     | Неџати Ер               | Турска      | 16,61 | 16,45 | 15,50 | 15,79 | 16,17 | 16,17    |          |
| 11.     | Георги Цонов            | Бугарска    | 16,78 | 16,21 | 15,46 | 15,53 | 16,16 | 16,16    |          |
| 12.     | Јан Лукса               | Словенија   | 16,01 | 16,00 | x     | 15,66 | 15,78 | 15,78    |          |
| 13.     | Николаос Андријакопулос | Грчка       | 16,39 | 16,39 | 15,61 | 15,24 | x     | 15,61    |          |
| 14.     | Мелвин Рефен            | Француска   | 17,20 | 17,09 | 15,11 | x     | 15,29 | 15,29    |          |

Подебљани лични рекорди су и национални рекорди земље коју атлетичар представља

### Финале
Такмичење је одржано 7. марта 2021. године у 10:50.  
| Пласман | Атлетичар           | Земља       | #1    | #2    | #3    | #4    | #5    | #6    | Резултат | Белешка |
| ------- | ------------------- | ----------- | ----- | ----- | ----- | ----- | ----- | ----- | -------- | ------- |
|         | Педро Пабло Пичардо | Португалија | 17,30 | 17,09 | x     | 17,06 | -     | 17,12 | 17,30    |         |
|         | Алексис Копељо      | Азербејџан  | 16,68 | 16,98 | x     | x     | x     | 17,04 | 17,04    | ЛРС     |
|         | Макс Хес            | Немачка     | 16,96 | x     | x     | x     | x     | 17,01 | 17,01    | ЛРС     |
| 4.      | Тобиа Боки          | Италија     | 16,45 | 16,65 | x     | 15,82 | x     | 16,06 | 16,65    |         |
| 5.      | Левон Агхасиан      | Јерменија   | 15,54 | 16,55 | x     | 16,43 | 16,47 | 16,52 | 16,55    | ЛРС     |
| 6.      | Јеспер Хелстром     | Шведска     | 16,45 | x     | x     | 16,43 | x     | x     | 16,45    |         |
| 7.      | Димитриос Цијамис   | Грчка       | 16,13 | 16,40 | 16,35 | 16,35 | x     | x     | 16,40    |         |
| 8.      | Адријан Свидерски   | Пољска      | 16,27 | 16,27 | 16,36 | x     | x     | x     | 16,36    |         |